# Asfalto nero
Asfalto nero (Schwarzer Kies) è un film drammatico del 1961 diretto da Helmut Käutner.

## Trama
Il film è ambientato nella Germania rurale del secondo dopoguerra, dove la costruzione di una base aerea statunitense scatena un fiorente mercato nero e un giro di prostituzione. Anche Robert Neidhardt, che fornisce agli americani la ghiaia per la pavimentazione della pista, cerca di sfruttare la situazione usando il proprio camion per attività illegali. Un incidente mortale di cui è responsabile durante un raid della polizia è l'inizio di una fuga che lo vede diventare sempre più spietato.

## Distribuzione
Il film è stato distribuito in Germania Ovest dal 13 aprile 1961.
Nel febbraio 2017, la versione restaurata in 2K DCP è stata proiettata in anteprima alla 67ª edizione del Festival di Berlino.

### Date di uscita
- Germania Ovest (Schwarzer Kies) - 13 aprile 1961
- Danimarca (Piger på jetbasen) - 24 agosto 1961
- Paesi Bassi (Zonder Zeden en Moraal) - 7 settembre 1961
- Messico (Grava negra) - 31 agosto 1962
- Francia (Sous le gravier noir) - 17 maggio 1963

## Accoglienza
L'intento di Helmut Käutner era quello di mostrare la Germania Ovest del secondo dopoguerra con uno stile neorealistico, la visione critica di una società ancora gravata dall'antisemitismo nonostante gli sforzi di "denazificazione". Tuttavia, il Consiglio Centrale degli Ebrei in Germania protestò contro il film e presentò una denuncia penale per diffamazione nei confronti del regista, del produttore e co-sceneggiatore Walter Ulbrich e del presidente dell'UFA Theo Osterwind. Il segretario generale Hendrik George van Dam dichiarò che gli ebrei erano stati «rappresentati in modo disgustoso» e citò un personaggio (Loeb) sopravvissuto ai campi di concentramento e chiamato "sporco ebreo" nel film dal "vecchio Rössler".
Anche se la produzione ritenne un fraintendimento quello del Consiglio, e nonostante lo stesso segretario generale del Consiglio disse di aver trovato il film «molto più antitedesco che anti-ebraico», tutte le scene con riferimenti agli ebrei furono tagliate e anche il finale venne modificato. Nella versione originale Neidhardt giace accanto al cadavere della sua ex-amante Inge Gaines e si seppellisce nella ghiaia, mentre nella versione rielaborata Inge sopravvive e rimane con il marito, mentre Robert fugge in preda al panico in Lussemburgo.
Solo nel 2009 è stato mostrato di nuovo il film originale, dopo che è stata scoperta l'esistenza di una versione non tagliata.

### Critica
All'uscita del film, nella recensione comparsa sulla rivista Der Spiegel la regia di Helmut Käutner è stata giudicata come "un tentativo di avvicinarsi al severo pessimismo e al taglio angosciante di alcuni thriller americani e francesi", mentre sul settimanale Die Zeit il film è stato definito un "mediocre poliziesco" nel quale la mano esperta di Käutner era "visibile solo in alcuni punti".

## Colonna sonora
Nel 1961 la Telefunken ha pubblicato un 45 giri che aveva sul lato A un brano presente nel film, Fräulein Schmidt, con musica di Bernhard Eichhorn e testo di Helmut Käutner. Il brano era cantato da Billy Sanders, accompagnato dal Roy Etzel Sextett.